# Shelby (Carolina do Norte)
Shelby é uma cidade localizada no estado norte-americano de Carolina do Norte, no Condado de Cleveland.

## Demografia
Segundo o censo norte-americano de 2000, a sua população era de 19.477 habitantes.
Em 2006, foi estimada uma população de 21.378, um aumento de 1901 (9.8%).

## Geografia
De acordo com o United States Census Bureau tem uma área de
47,1 km², dos quais 47,0 km² cobertos por terra e 0,1 km² cobertos por água. Shelby localiza-se a aproximadamente 255 m acima do nível do mar.

## Localidades na vizinhança
O diagrama seguinte representa as localidades num raio de 12 km ao redor de Shelby.